# Slobodno zidarstvo u Srbiji
| Velike lože                               | Broj loža |
| ----------------------------------------- | --------- |
| Regularna velika loža Srbije              | 62        |
| Velika nacionalna loža Srbije             | 27        |
| Veliki orijent Francuske                  | 14        |
| Velika loža Srbije (2015.)                | 8         |
| Liberalna velika loža Srbije              | 6         |
| Velika loža Srbije (1990.)                | 4         |
| Velika ženska loža Srbije                 | 4         |
| Velika masonska loža Srbije               | 3         |
| Veliki orijent Slovenije                  | 1         |
| Tradicionalna velika masonska loža Srbije | 3         |
| Suverena velika loža Srbije               | 6         |
| Velika duhovna loža Srbije "Sub Rosa"     | 4         |
| Velika loža Balkana                       | 3         |
| Ujedinjene velike lože Srbije             | 22*       |
| Savez ujedinjenih velikih loža Srbije     | 15*       |

Slobodno zidarstvo u Srbiji djeluje od druge polovice 18. stoljeća. Prvu srbijansku ložu osnovali su 1785. godine u Petrovaradinu, pored Novog Sada, vojni časnici koji su služili u toj pukovniji. Prvo povezivanje više loža u jednu slobodnozidarsku organizaciju bilo je 1912. godine formiranjem Vrhovnog savjeta Škotskog reda Srbije.
Danas u Srbiji djeluje regularna, nazvana Regularna velika loža Srbije, i preko 20 liberalnih, odnosno kontinentalnih, velikih loža. Također, inozemne nadležnosti, poput Velikog orijenta Francuske, imaju svoje lože u Srbiji. U nacionalnom registru udruga upisano je preko 40 udruga vezanih za slobodno zidarstvo.

## Povijest
U sjevernom djelu Srbije, pod upravom Ugarskom upravom, osnovana je časnička Loža "Poštenje" 1785. godine u Petrovaradinu. Godine 1795. godine carskim dekretom car Franjo II. zabranjeno je slobodno zidarstvo u čitavoj Habsburškoj Monarhiji, a time i u sjevernom djelu Srbije. U drugom, južnom djelu današnje Srbije a tadašnjem Smederevskom sandžaku, 1790. godine formirana je loža nepoznatog imena u Beogradu koja je radila svega nekoliko godina.
U Beogradu je 1842. godine osnovana Loža "Ali Koč" (turs. Ali Koç Locası) pod zaštitom turske velike lože i ona je 1851. imala 204 člana. Radila je do 1962. godine. Godine 1878. godine došlo je do potpunog oslobođenja Srbije od Osmanskog Carstva, a tokom ovih oslobodilačkih ratova, u Srbiji je bilo puno dobrovoljaca iz Italije koji su pomogli osnivanje Lože "Svjetlost Balkana" 1876. godine pod zaštitom Velikog orijenta Italije.
Nakon Austro-ugarske nagodbe ponovo započinje slobodan rad masonskih loža na sjeveru Srbije. Pod zaštitom Velikog orijenta Ugarske osnovane su Loža "Jednakost" br. 6 u Vršcu (1870.), Loža "Do stijene istine" br. 19 u Beloj Crkvi (1873.), Loža "Tales" br. 24 u Zrenjaninu (1875.) i Loža "Libertas" br. 26 u Novom Sadu (1876.). Sve su ove lože prestale s radom do 1883. godine. Kasnije su pod zaštitom Velike simboličke lože Ugarske osnovane su i Loža "Stella Orientalis" u Zemunu (1890.) koja se nakon sedam godina seli u Pančevo, Loža "Pobratim" u Beogradu (1891.), Loža "Filantropija" u Somboru (1897.), zatim Loža "Aurora" u Vršcu (1905.), Loža "Budućnost" u Somboru (1908.) i Loža "Stvaranje" u Subotici (1910.).
Srbija je 1882. godine proglašena kraljevinom i u njoj su pod zaštitom Velikog orijenta Italije osnovane Loža "Srpska zadruga" i Loža "Sloga, rad i postojanstvo", ali i pod zaštitom Velike simboličke lože Ugarske Loža "Nemanja" u Nišu (1892.). Tada dolazi do vidljivog uspona slobodnog zidarstva u Kraljevini Srbiji. Godine 1894. godine predsjednik Vlade Srbije Svetomir Nikolajević postaje slobodni zidar. Kasnije je u Beogradu Veliki orijent Francuske osnovao Ložu "Ujedinjenje" (1909.), dok je Velika loža Hamburga osnovala Ložu "Šumadija" (1910.).
Prvo udruživanje beogradskih ali i srbijanskih loža dolazi 1912. godine kada tri lože ("Sloga, rad i postojanstvo", "Pobratim" i "Šumadija") formiraju Vrhovni savjet Škotskog reda Srbije, masonsko tijelo koje upravlja Škotskim obredom, a ne jednu veliku ložu kako je uobičajeno.
Nakon završetka Prvog svjetskog rata i uspostavom Kraljevine Srba, Hrvata i Slovenaca uspostavlja se jedinstvena masonska jurisdikcija na području kraljevine 1919. godine formiranjem Velike lože Srba, Hrvata i Slovenaca "Jugoslavija" sa sjedištem u Beogradu. Ovu veliku ložu formirale su lože iz Vrhovnog savjeta Srbije i hrvatske Velike lože "Ljubav bližnjega". Pod zaštitom Velike lože "Jugoslavija" su tijekom 1920-ih u Beogradu osnovane četiri lože: "Istina" (1920.), "Preporod" (1925.), "Dositej Obradović" (1925.), "Maksim Kovalevski" (1926.), kao i Loža "Mitropolit Stratimirović" u Novom Sadu (1924.). U 1931. godini osnovana je Loža "Vojvodina" u Petrovgradu (današnji Zrenjanin). U razdoblju prije Drugog svjetskog rata, knez Pavle Karađorđević, kao mason, bliski rođak i predstavnik Velike lože "Jugoslavija", prisustvovao je postavljanju princa Georga, vojvode od Kenta, u srpnju 1939. godine za velikog majstora Ujedinjene velike lože Engleske. Tih godina osnovane su i Loža "Banat" u Pančevu (1937.) te Loža "Čovječnost" u Beogradu (1940.). Međutim, politička situacija u Europi dovela je do gašenja loža, uključujući i Veliku ložu "Jugoslavija" do kraja 1940. godine. Nakon rata, u razdoblju socijalističke Jugoslavije (1945. – 1990.), organizirano slobodno zidarstvo je bilo zabranjeno.
Obnova djelovanja srpskih slobodnih zidara započela je s demokratskim promjenama kada su stvoreni uvjeti za njihov rad. U ožujku 1989. godine registriraju se tri lože u Beogradu: "Pobratim", "Sloga, rad i postojanstvo" i "Maksimilijan Vrhovac". Ubrzo dolazi i do unošenja svjetla u Veliku ložu Jugoslavije 23. lipnja 1990. godine kojeg unose Ujedinjene velike lože Njemačke. Razna dešavanja, nesigurnosti i pritisci vlasti doveli su do toga je godišnja skupština održana je izvan SR Jugoslavije, u Italiji, u Riminiju u ožujku 1993. godine kada je velika loža i promijenila naziv u Regularna velika loža Jugoslavije. Od tada započinje dalji rast i razvoj slobodnog zidarstva. Godine 1997. iz Velika loža Jugoslavije izdvaja se i Velika nacionalna loža Jugoslavije koju priznaje Velika loža Francuske. Međutim, Regularna velika loža Jugoslavije je 2002. godine dobila priznanje Ujedinjene velike lože Engleske kao regularna velika loža čime je potvrđen njezin autoritet.
Nakon raspada državne zajednice Srbije i Crne Gore 2006. godine sve velike lože usklađuju svoje nazive s nazivom novoformirane države Srbije.

## Regularna velika loža
Regularna velika loža Srbije (srp. Регуларна велика ложа Србије), skraćeno RVLS, je regularna srbijanska masonska velika loža osnovana 1993. godine u Riminiju, Italija, pod nazivom Regularna velika loža Jugoslavije (RVLJ). Ima preko 2.000 članova u preko 60 loža u Beogradu, Novom Sadu, Nišu, Subotici, Zrenjaninu, Vršrcu, Smederevu, Kragujevcu, Zaječaru, Srijemskoj Mitrovici, Ćupriji i Valjevu, a jedna loža se nalazi u Kosovskoj Mitrovici, Kosovo. U Beogradu rade i dvije lože na stranim jezicima, na engleskom i na njemačkom jeziku. Ujedinjena velika loža Engleske (UGLE) je 2002. godine priznala ovu veliku ložu kao regularnu. Godine 2006. izdvojile su se tri lože s područja novoformirane Crne Gore i formirale Veliku ložu Crne Gore koja je također regularna.
Regularna velika loža Srbije je posljednjih godina predvodi u prihvaćanju članova iregularnih i nepriznatih organizacija u svoje članstvo. Tako je 12. prosinca 2022. godine u jednom danu ovoj velikoj loži pristupilo oko 300 članova iz drugih organizacija. Pored toga, u srbijanskom registru udruga upisane su još tri masonske organizacije, uključujući Regularnu veliku ložu Srbije, Beograd, čiji sam naziv podsjeća na naziv ove regularne velike lože.

## Tradicionalne velike lože
U Srbiji danas djeluje preko 10 drugih velikih loža tradicionalnog ustroja. Regularna velika loža Srbije je jedina regularna velika loža.
Velika loža starih i prihvaćenih slobodnih zidara Srbije (srp.  Велика ложа старих и прихваћених слободних зидара Србије) je velika loža koja je osnovana 1990. godine u Beogradu kao Velika loža Jugoslavije. Danas ima četiri lože pod svojom pokroviteljstvom. Najstarija je velika loža na području Srbije, ali i prva osnovana na području socijalističke Jugoslavije. Prvi veliki majstor bio je Zoran Nenezić.
Velika nacionalna loža Srbije (Велика национална ложа Србије), skraćeno VNLS, je velika loža osnovana 1997. godine u Beogradu kao Velika nacionalna loža Jugoslavije. Od 2003. do 2006. godine djelovala je pod nazivom Velika nacionalna loža Srbije i Crne Gore. Ima 22 lože u Beogradu, Nišu, Knjaževcu, Kragujevcu, Kruševcu, Novom Sadu, Požarevcu, Srijemskoj Mitrovici, Šabcu, Valjevu, Vrbasu i Zaječaru. Također, ima lože u Bijeljini (BiH) i Podgorici (Crna Gora). Godine 2000. je bila suosnivač međunarodnog ICUGL-a, konfederacije velikih loža koje rade po Drevnom i prihvaćenom škotskom obredu.
Velika masonska loža Srbije (Велика масонска ложа Србије), skraćeno VMLS, je velika loža osnovana je 2006. godine u Beogradu pod nazivom Velika ujedinjena loža Srbije (VULS) od loža koje su napustile Regularnu veliku ložu Jugoslavije i Veliku nacionalnu ložu Srbije i Crne Gore kao i od bivših članova Velike lože Jugoslavije. Naziv su promjenili 2008. godine. Pod svojom zaštitom ima tri lože u Beogradu. Članica je međunarodnog saveza CGLEM.
Ujedinjene velike lože Srbije (Уједињене велике ложе Србије), skraćeno UVLS, je velika loža osnovana 2007. godine u Beogradu od članova koji su se izdvojili iz Velike ujedinjene lože Srbije (VULS). Na vrhuncu svog rada ova velika loža je imala oko 500 članova okupljenih u preko 20 loža u Beogradu, Novom Sadu, Loznici, Somboru, Nišu, Kruševcu, Ćupriji i Zrenjaninu. Godine 2015. je doživljava veliku krizu u kojoj dolazi do smjene dva velika majstora. Primarni obred ove velike lože je Yorčki obred. Godine 2014. su osnovali Veliki kapitel kraljevskog luka Srbije.
Regularna velika loža Srbije, Beograd (Регуларна велика ложа Србије, Београд), skraćeno RVLS Beograd, je velika loža osnovana u studenom 2007. godine od dijela članova Velike ujedinjene lože Srbije (VULS) i 15-ak članova Regularne velike lože Srbije (RVLS). Sam naziv podsjeća na Regularnu veliku ložu Srbije što je izazvalo mnoge kontroverze. Veliki majstor bio je kontroverzni Čedomir Vukić. Članica je Svjetske tradicionalne masonske unije (Union Mondiale Maçonnique Traditionnelle, UMMT).
Regularna velika loža Visokog masonskog vijeća Srbije (Регуларна велика ложа Високог масонског савета Србије) je velika loža osnovana 31. svibnja 2008. godine u Srijemskoj Mitrovici koja je dio Visokog masonskog vijeća (engl. Masonic High Council), međunarodne organizacije iz Engleske. Osnovalo ju je 80-ak članova Velike nacionalne lože Srbije. Pod svojom zaštitom ima tri lože: Loža "Sveti Jovan" br 1 u Srijemskoj Mitrovici, Loža "Bijela" br. 2 u Novom Sadu i Loža "Singidunum" br. 3. Veliki majstori bili su Borko Žiravac i Goran Klevernić. Godine 2010. bila je suosnivač međunarodnog saveza SOGLIA iz kojeg je izbačena 2025.
Tradicionalna velika masonska loža Srbije (Традиционална велика масонска ложа Србије), skraćeno TVMLS, je velika loža osnovana u ožujku 2012. godine u Beogradu izdvajanjem članova iz Velike masonske lože Srbije. Pod svojom zaštitom ima tri lože u Beogradu: Loža "Pobratim" br. 1, Loža "Đorđe Weifert" br. 2 i Loža "Neimar" br. 3. Primarni obred ove velike lože je Drevni i prihvaćeni škotski obred. Veliki majstor bio je Nebojša Đorđević. Bila je članica međunarodnog saveza SOGLIA.
Velika duhovna loža slobodnih zidara Srbije "Sub Rosa" (Велика духовна ложа слободних зидара Србије "Sub Rosa"), skraćeno VDL "Sub Rosa", je velika loža osnovana 2015. godine u Beogradu izdvajanjem članova iz kontroverzne udruge RVLS, Beograd. Pod svojom zaštitom u 2020. godini ima četiri lože u Beogradu: Loža "Benjamin Franklin", Loža "Dimitrije Mitrinović", Loža "Sol Invictus" i Loža "Lafayette". Veliki majstori su Petar Bundalo te Aleksandar Nikolić (od 2016.)
Velika loža Srbije 1919 (Велика ложа Србије 1919), skraćeno VLS, je velika loža osnovana 2015. godine u Beogradu od skupine članova koji su napustili Veliku nacionalnu ložu Srbije (VNLS). Pod svojom zaštitom ima osam loža, od toga pet u Beogradu te po jedna u Novom Sadu, Prijepolju i Šabcu. Primarni obred ove velike lože je Drevni i prihvaćeni škotski obred.
Savez ujedinjenih velikih loža Srbije (Савез уједињених великих ложа Србије), skraćeno SUVLS, je osnovana 2015. godine u Beogradu izdvajanjem članova iz Ujedinjene velike lože Srbije (UVLS) i udruge RVLS Beograd. Pod svojom zaštitom ima 15 loža u Beogradu, Novom Sadu, Kruševcu, Zrenjaninu, Somboru i Nišu.
Velika loža Balkana (Велика ложа Балкана), skraćeno VLB, je velika loža osnovana 2019. godine u Beogradu. Pod svojom zaštitom ima četiri lože: "Svjetlost Balkana" u Beogradu, "Jelena Anžujska", "Sveti Andrej" u Jagodini i "Gojko Stoičević" u Vrbasu. Osnovali su je članovi koji su izašli iz Velikog orijenta Srbije (VOS). Članica je međunarodnog saveza SOGLIA, kao i Vrhovnog vijeća velikih loža Srbije. Velika loža je članica Vrhovnog vijeća velikih loža Balkana, kao i jedan od suosnivača ovog vrhovnog vijeća 2023. godine.
Veliki orijent Balkana (Велика оријент Балкана), skraćeno VOB, je velika loža osnovana 2022. godine u Jagodini. Pod svojom zaštitom ima tri lože. Primarni obred ove velike lože je Drevni i prihvaćeni škotski obred, a upravljanje visokim stupnjevima vodi Vrhovni savjet Balkana.
Velika tradicionalna slobodnozidarska loža Srbije (Велика традиционална слободнозидарска ложа Србије), skraćeno VTSzLS, je velika loža osnovana 2022. godine u Ćupriji. Pod svojom zaštitom ima tri lože: "Srbija" u Beogradu te "Šumadija" i "Pomoravlje" u Ćupriji. Primarni obred ove velike lože je Drevni i prihvaćeni škotski obred, a upravljanje visokim stupnjevima vodi Vrhovni savjet Balkana. Prvi veliki majstor je Boban Branković.

## Kontinentalne i mješovite velike lože
U Srbiji danas djeluje desetak velikih loža koje pripadaju kontinentalnom (liberalanom, adogmatskom) ustroju.
Velika ujedinjena loža Srbije (Велика уједињена ложа Србије), skraćeno VULS, je velika loža osnovana 2008. godine u Beogradu. Članica je Velike masonske alijanse "Tracija" i Svjetske tradicionalne masonske unije (Union Mondiale Maçonnique Traditionnelle, UMMT). Veliki majstor je Dragomir Petković. Usko je povezana s kontroverznom udrugom RVLS Beograd. Nije povezana s istoimenom Velikom ujedinjenom ložom Srbije osnovanom 2006. godine.
Velika zemaljska loža Srbije (Велика земаљска ложа Србије), skraćeno VZLS, je velika loža osnovana 2011. godine u Beogradu izdvajanjem članova iz kontroverzne udruge RVLS Beograd.
Veliki orijent Srbije (Велики оријент Србије), skraćeno VOS, je velika loža osnovana 2015. godine u Beogradu. Ovaj veliki orijent je početkom 2017. godine imao ložu u Zagrebu, da bi kasnije iste godine unijela svijetlo u Veliki orijent Hrvatske. Veliki majstor je Dušan Vukić, sin kontroverznog Čedomira Vukića.
Velika suverena loža Dačije (Велика суверена ложа Дачије), skraćeno VSL Dačije, je velika loža osnovana 2018. godine u Beogradu. Dio je Međunarodnog suverenog utočišta Dačije, osnovanog u Rumunjskoj, koje djeluje putem sestrinskih velikih loža (tj. velikih loža istog naziva) u desetak drugih država pod okriljem Velike masonske alijanse "Tracija". Nosi naziv po Daciji, povijesnoj pokrajini na području koje danas pripada Rumunjskoj. Osnovali su je članovi koji su izašli iz Velikog orijenta Srbije (VOS).
Suverena velika loža Srbije (Суверена велика ложа Србије), skraćeno SVLS, je velika loža osnovana 2019. godine u Novom Sadu od loža koje su radile pod zaštitom Velikog orijenta Srbije (VOS). Pod svojom zaštitom ima šest loža u Novom Sadu: Loža "Petar II. Petrović Njegoš" br. 1, Loža "Ivo Andrić" br. 2, Loža "Svetozar Miletić" br. 3, Loža "Alma Mons" br. 4, Loža "Sveti Georgije" br. 5 i Loža "Faros" br. 6. Članica je Velike masonske alijanse "Tracija", kao i Saveza velikih loža slobodnih zidara Srbije.
Velika loža "Nikola Tesla" (Велика ложа "Никола Тесла"), skraćeno VLNT, je velika loža osnovana 2019. godine u Somboru. Osnovali su je članovi koji su izašli iz Velikog orijenta Srbije (VOS). Članica je Velike masonske alijanse "Tracija". Navedena je kao suosnivač Svjetske unije "Libertas 5775" u siječnju 2021. godine. Veliki majstor je kontroverzni Dragan Tojagić. Nosi naziv po Nikoli Tesli, izumitelju i inženjeru. Uz ovu veliku ložu vežu se dvije kvazimasonske organizacije: tvz. Suvereni svjetski tajni sistem Nikole Tesle i Internacionalna ezoterijska akademija.
Liberalna velika loža Srbije (Либерална велика ложа Србије), skraćeno LVLS, je mješovita velika loža osnovana 2020. godine u Beogradu. Članica je međunarodnih saveza: CLIPSAS-a, AACEE-a i Masonske unije Balkana. Pod svojom okriljem ima šest loža, od toga pet u Beogradu i jednu u Somboru.
Velika ženska loža Srbije (Велика женска ложа Србије), skraćeno VŽLS, je ženska velika loža osnovana 2022. godine u Beogradu uz pomoć Velike ženske lože Francuske. Pod svojom zaštitom ima četiri lože, od toga tri u Beogradu i jednu u Nišu.
Srbijanske velike lože koje nisu upisane u nacionalni registar udruga: 
- Velika mješovita loža "Harmonia" (Велика мешовита ложа "Хармониа"), skraćeno VMLH, je mješovita velika loža osnovana 20. listopada 2019. godine u Novom Sadu. Primarni obred ove velike lože je Drevni i prihvaćeni škotski obred.[69]
- Velika loža "Hilandar" (Велика ложа "Хиландар") je navedena kao suosnivačica Svjetske unije "Libertas 5775" u siječnju 2021. godine.[60] Nosi naziv po manastiru Hilandar, srpskom pravoslavnom samostanu na Svetoj Gori u Grčkoj.
- Velika loža "Mihajlo Idvorski Pupin" (Велика ложа "Михајло Идворски Пупин") je velika loža koju su osnovali članovi izašli iz Velikog orijenta Srbije (VOS).[59] Članica je Velike masonske alijanse "Tracija".[48] Nosi naziv po slobodnom zidaru Mihajlu Pupinu, srpskom znanstveniku, izumitelju i sveučilišnom profesoru.
- Velika loža slobodnih zidara muškarca i žena Srbije (Велика ложа слободних зидара мушкарца и жена Србије), skraćeno VLSzMŽS,[70] je mješovita velika loža osnovana 13. svibnja 2023. godine uz pomoć Velike lože slobodnih zidara muškarca i žena Grčke. Pod svojom zaštitom ima šest loža u Jagodini, Paraćinu, Valjevu, Mladenovcu, Nišu i Beogradu. Primarni obred ove velike lože je Drevni i prihvaćeni škotski obred. Ima i dodatno tijelo koje upravlja stupnjem Kraljevskog luka.
- Suverena velika loža "Helios" (Суверена велика ложа "Хелиос") je velika loža osnovana 29. listopada 2023. godine.[71] Pod svojim okriljem ima tri lože koje su također osnovane 2023. godine, "Helios 374", "Bonafides" i "Kraljevska tajna", i u kojima ukupno radi 50-ak članova.[72]

## Inozemne velike lože u Srbiji
Pored hrvatskih velikih loža, u Srbiji djeluju i masonske lože koje su pod zaštitom drugih nacionalnih velikih loža, kao što su:
- Veliki orijent Francuske (GOdF) pod svojom zaštitom u Srbiji ima 14 loža, u Beogradu, Novom Sadu, Sremskoj Mitrovici i Subotici.[73][74]
- Veliki orijent Slovenije (VOS) pod svojom zaštitom u Srbiji ima jednu ložu i to Ložu "Stella Orientalis" koja djeluje u Zemunu od 2022. godine.

Pored njih u Srbiji djeluju i:
- Loža "Singidunum istok" br. 1899,[75] osovana 2009. godine u Beogradu,[76] djeluje u strukturi Međunarodnog reda slobodnog zidarstva za muškarce i žene "Le Droit Humain" pod pokroviteljstvom njihove Francuske federacije.[77][78][13] Loža nosi naziv po Singidunumu, rimskom naselju koje se kasnije razvilo u moderni Beograd.
- Loža "Misir", osnovana 2009. godina u Vršcu, radi po Drevnom i primitivnom obredu Memfisa-Mizraima.[79] U jesen 2016. godine je imala oko 30 članova.[13] Loža nosi naziv po starom imenu za Egipat u srpskom jeziku.
- Loža "Lvx Novae Aurorae" br. 24, osnovana 2009. godina u Vršcu, radi pod zaštitom Velike lože drevnih i prihvaćenih ezoteričnih masona.[80]

Neke masonske lože su bile pod zaštitom drugih nacionalnih velikih loža, kao što su:
- Veliki orijent Italije (GOI) je pod svojom zaštitom u Beogradu osnovao Ložu "Svjetlost Balkana" (1876.) i Ložu "Srpska zadruga" (1881.) koje su ugašene 1883. godine nakon Timočke bune. Međutim, iste godine osnovana je Loža "Sloga, rad i postojanstvo" koja će 1912. godine biti suosnivač Vrhovnog savjeta Škotskog reda Srbije.[1][2]
- Velika loža Hamburga (GLvH) je pod svojom zaštitom 1910. godine osnovala Ložu "Šumadija" u Beogradu. Ova loža je 1912. godine bila suosnivač Vrhovnog savjeta Škotskog reda Srbije.[1][2]
- Velika ženska loža Francuske (GLFF) je osnovala tri lože u Beogradu, "Vera Fides" (2007.), "Danica" (2014.) i "Aurora". Ove tri lože s Ložom "Naisa" iz Niša formirale su Veliku žensku ložu Srbije u ožujku 2022. godine.[81]

## Poznati slobodni zidari
- Milan Grol, književni kritičar, dramaturg i političar
- Vuk Karadžić, jezikoslovac i reformator srpskoga jezika
- Aleksandar I. Karađorđević, prvi kralj Jugoslavije
- Pavle Karađorđević, princ regent i namjesnik Kraljevine Jugoslavije
- Petar I. Karađorđević, kralj Srbije i kasnije Kraljevine SHS
- Dragan Malešević Tapi, slikar
- Miki Manojlović, glumac
- Mirko Sandić, vaterpolist
- Živojin Mišić, vojni zapovjednik
- Stevan Stojanović Mokranjac, skladatelj i glazbeni pedagog
- Dragan Nikolić, glumac
- Dositej Obradović, pučki prosvjetitelj
- Mihailo Obrenović, knez Srbije
- Borislav Pekić, književnik
- Moša Pijade, političar, prevoditelj, slikar
- Mihajlo Pupin, znanstvenik i izumitelj
- Stevan Sremac, prozaist
- Radenko Stanković, političar i liječnik